# Shewanella oneidensis
Shewanella oneidensis — грамнегативна, факультативно анаеробна бактерія роду Shewanella, що мешкає переважно на дні морів в анаеробних умовах, осадкових відкладеннях, також може бути знайдена в ґрунті. Здатна відновлювати сполуки металів. Зараз ведуться роботи по використанню Shewanella oneidensis в біозахисті металевих поверхонь від корозії. Видову назву бактерія отримала на честь озера Онейда в штаті Нью-Йорк, США, з якого цей мікроорганізм був вперше виділений.

## Систематика
Номенклатура бактерій Alteromonas hanedai і A. putrefacians була розроблена в 1981 році. A. hanedai була новим описаним видом, а A. putrefacians була виділена з роду Achromobacter. У 1985 році, на підставі вивчення нуклеотидних послідовностей 5S рРНК, Макдоннел (MacDonell) і Колвелл (Colwell) виділили A. hanedai і A. putrefacians до окремого роду Shewanella. Автори також запропонували класифікувати виділені з дна моря барофільні бактерії як Shewanella benthica. У 1989 році, на підставі молекулярних досліджень (ДНК-ДНК гібридизації, аналізу 5S рРНК) і вивченні серологічних властивостей, Койне (Coyne) запропонував перенести Alteromonas colwelliana до роду Shewanella. У 1999 році Венкатесварен (Venkateswaran) та ін. описали два нових види роду — Shewanella oneidensis і Shewanella pealeana.

## Біологічні властивості

### Морфологія
Shewanella oneidensis — грамнегативні прямі або злегка зігнуті паличкоподібні бактерії розміром 1,5-4,6 × 0,4-1 мікрон. Не утворюють спор, рухомі, за допомогою полярно розташованих джгутиків.

### Фізіологічні властивості
Це галотолерантний (здатний рости в 3 % розчині NaCl), факультативно анаеробний мікроорганізм. Утворює оксидазу і каталазу, не продукує індол, не зброджуює глюкозу. Здатний відновлювати тріметиламін-N-оксид, оксиди заліза, оксид марганцю, оксиди хрому, розчинені сполуки урану. Здібний до утворення біоплівок на поверхні твердого субстрату, також здатний до адгезії на поверхню оксидів металів.

### Геном
Геном S. oneidensis штаму MR-1 складається з одної хромосоми, що є кільцевою дволанцюжковою молекулою ДНК розміром 4969803 пар основ, містить 4561 гени та має вміст ГЦ 45,96 %; і плазміди pMR-1 розміром 161613 пар основ, що містить 184 гени та має вміст ГЦ 43,69 %.

## Ресурси Інтернету
- Shewanella oneidensis [Архівовано 8 жовтня 2008 у Wayback Machine.]
- Shewanella MacDonell and Colwell 1986,
- Genome sequence of the dissimilatory metal ion−reducing bacterium Shewanella oneidensis [Архівовано 23 листопада 2009 у Wayback Machine.]
- Shewanella oneidensis MR-1 Genome Page[недоступне посилання з лютого 2019]
- Shewanella oneidensis MR-1 project at TIGR
- Electricity generated by bacteria?
- Bacteria can protect metal [Архівовано 21 квітня 2008 у Wayback Machine.]
- Bacterium Takes A Shine To Metals: New Form Of Living Protection For Copper And Other Metallic Surfaces? [Архівовано 5 вересня 2008 у Wayback Machine.]
- Любители жить в грязи Бактерии удаляют ржавчину, вырабатывают электричество и очищают почву